# Risquons-Tout

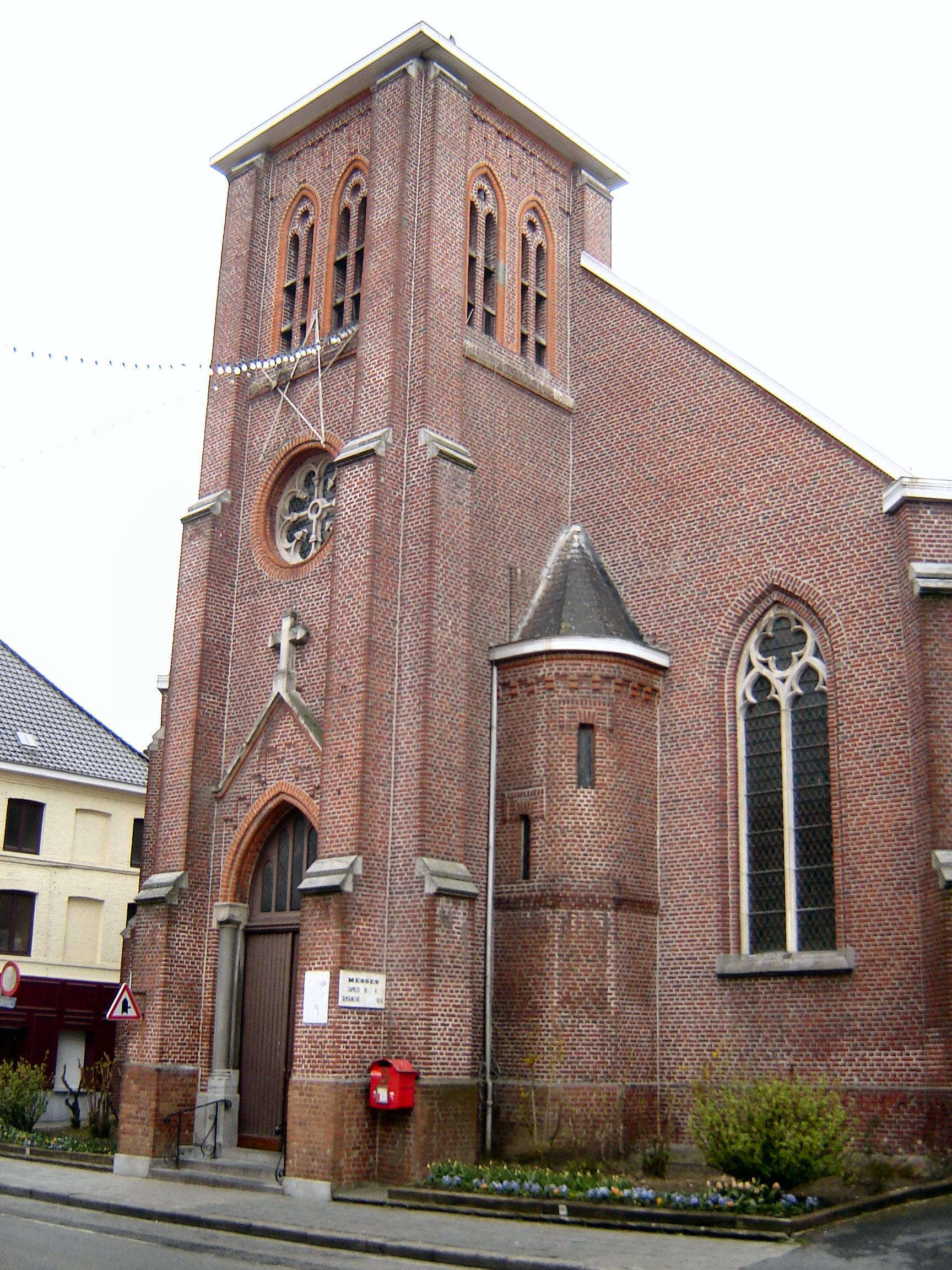
L’église de la Conversion de Saint-Paul, à Risquons-Tout.

Risquons-Tout est un hameau de la commune belge de Mouscron située en Région wallonne dans la province de Hainaut. Immédiatement voisin de la France (Neuville-en-Ferrain et Tourcoing) et de la Région flamande (Rekkem), le lieu-dit doit son nom à l'enseigne d'un cabaret aujourd'hui disparu.
Une partie de Risquons-Tout, qui faisait jadis partie de la commune de Rekkem, fut transférée à la ville de Mouscron en 1963, lors de la fixation définitive de la frontière linguistique.

## Histoire

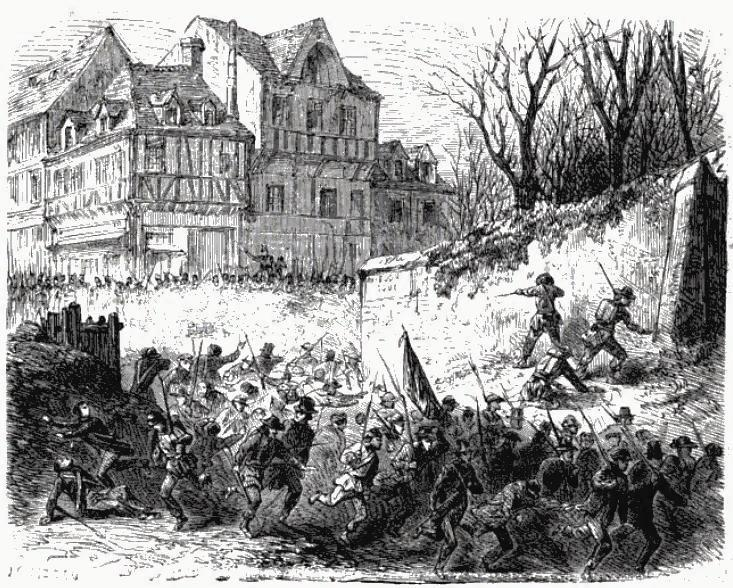
Illustration de la bataille (parue en 1865)

À l'aube du 29 mars 1848, une troupe de révolutionnaires belges – la légion républicaine belge –, venue de Paris et armée par certaines autorités administratives de Lille, tenta de pénétrer en Belgique pour y « soulever le peuple » et renverser la monarchie belge. Il semble bien qu'ils aient eu le soutien du ministère des Affaires étrangères de la Deuxième République française, à peine installée et fort militante.
Forte de deux mille hommes, cette légion républicaine entre en Belgique par le Risquons-Tout. Les révolutionnaires sont accueillis par quelque 250 soldats de l'infanterie belge sous le commandement du général Fleury-Duray. Une canonnade nourrie met en déroute les révolutionnaires. Sept révolutionnaires sont tués, 26 blessés et 60 capturés, dont certains seront condamnés à mort. L'échauffourée n'a duré que deux heures.
Deux noms de rue et un monument au cimetière local rappellent cet épisode de relations franco-belges qui au XIXe siècle furent parfois tendues.